# Panchito Pistoles
Panchito Pistoles, il cui nome completo è Panchito Romero Miguel Junipero Francisco Quintero González III, è un personaggio dei cartoni animati e dei fumetti della Disney. Ha l'aspetto di un gallo antropomorfo messicano.
Compare per la prima volta nel film I tre caballeros.
In seguito è apparso in molti fumetti Disney, tra cui I tre caballeros cavalcano ancora di Don Rosa (pubblicata in Italia su Zio Paperone 142) e nelle serie animate Mickey Mouse Works, House of Mouse - Il Topoclub, Topolino, Topolino e gli amici del rally, DuckTales e La leggenda dei Tre Caballeros.
È amico di Paperino e di José Carioca. Vive in Messico e cavalca un cavallo chiamato Señor Martinez.
Il personaggio è mascotte dello Squadrone 201 (Escuadrón 201), una unità messicana di combattimento aereo, creata e distintasi durante la seconda guerra mondiale.